# Olympische Sommerspiele 2000/Leichtathletik – Speerwurf (Männer)

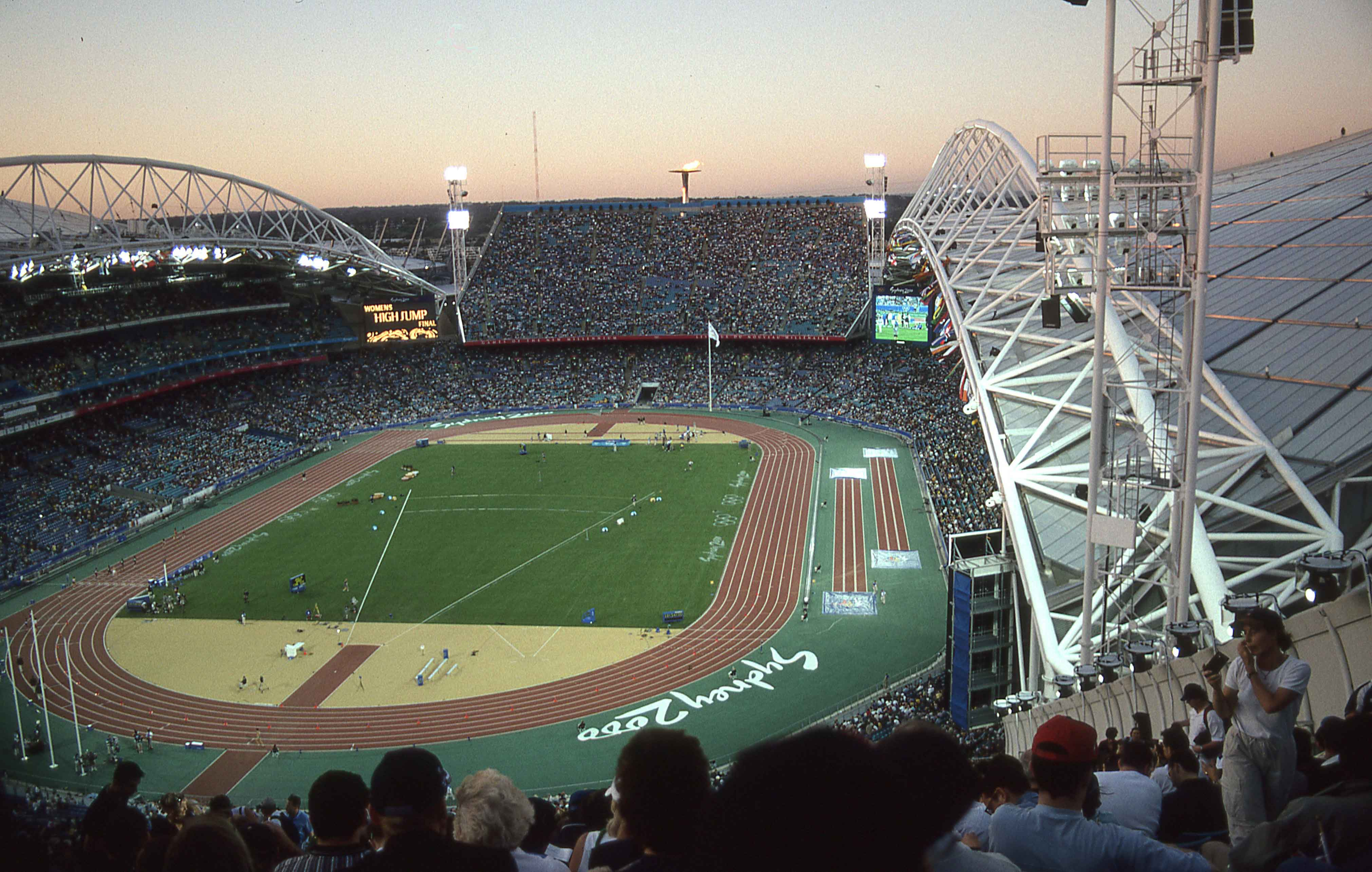
Das frühere ANZ Stadium von Sydney während der Olympischen Spiele 2000

Der Speerwurf der Männer bei den Olympischen Spielen 2000 in Sydney wurde am 22. und 23. September 2000 im Stadium Australia ausgetragen. 36 Athleten nahmen teil.
Olympiasieger wurde der Tscheche Jan Železný. Er gewann vor dem Briten Steve Backley und dem Russen Sergei Makarow.
Mit Raymond Hecht und Boris Henry nahmen zwei Deutsche am Wettkampf teil. Beide qualifizierten sich für das Finale. Hecht wurde Vierter, Henry Siebter.

Der Österreicher Gregor Högler scheiterte in der Qualifikation.

Athleten aus der Schweiz und Liechtenstein nahmen nicht teil.

## Aktuelle Titelträger
| Olympiasieger 1996                      | Jan Železný ( Tschechien)       | 88,16 m | Atlanta 1996    |
| Weltmeister 1999                        | Aki Parviainen ( Finnland)      | 89,52 m | Sevilla 1999    |
| Europameister 1998                      | Steve Backley ( Großbritannien) | 89,72 m | Budapest 1998   |
| Panamerikanischer Meister 1999          | Emeterio González ( Kuba)       | 77,46 m | Winnipeg 1999   |
| Zentralamerika und Karibik-Meister 1999 | Trevor Modeste ( Grenada)       | 63,92 m | Bridgetown 1999 |
| Südamerika-Meister 1999                 | Nery Kennedy ( Paraguay)        | 78,89 m | Bogotá 1999     |
| Asienmeister 2000                       | Jagdish Bishnoi ( Indien)       | 76,81 m | Jakarta 2000    |
| Afrikameister 2000                      | Maher Ridane ( Tunesien)        | 72,51 m | Algier 2000     |
| Ozeanienmeister 2000                    | James Goulding ( Fidschi)       | 68,37 m | Adelaide 2000   |

## Rekorde

### Bestehende Rekorde
| Weltrekord         | 98,48 m | Jan Železný ( Tschechien) | Jena, Deutschland            | 25. Mai 1996   |
| Olympischer Rekord | 89,66 m | Jan Železný ( Tschechien) | Finale OS Barcelona, Spanien | 8. August 1992 |

### Rekordverbesserungen
Im Laufe des Wettbewerbs wurden mehrere Rekorde verbessert.
- Olympischer Rekord:
  - 89,85 m – Steve Backley (Großbritannien), Finale am 23. September, zweiter Versuch
  - 90,17 m – Jan Železný (Tschechien), Finale am 23. September, dritter Versuch – erster Wurf über die 90-Meter-Marke bei Olympischen Spielen seit Einführung des neuen Wurfgeräts im Jahre 1986
- Landesrekord:
  - 86,74 m – Pål Arne Fagernes (Norwegen), Qualifikation am 22. September, dritter Versuch

## Legende
Kurze Übersicht zur Bedeutung der Symbolik – so üblicherweise auch in sonstigen Veröffentlichungen verwendet:
| – | verzichtet |
| x | ungültig   |

Anmerkungen zu zwei Angaben:
- Alle Zeitangaben sind auf Ortszeit Sydney (UTC+10) bezogen.
- Alle Weiten in Metern (m) angegeben.

## Qualifikation
Für die Qualifikation wurden die Athleten in zwei Gruppen gelost. Neun Teilnehmer (hellblau unterlegt) übertrafen die direkte Finalqualifikationsweite von 83,00 m. Damit war die Mindestanzahl von zwölf Finalteilnehmern nicht erreicht. So wurde das Finalfeld mit drei weiteren Wettbewerbern (hellgrün unterlegt) aus beiden Gruppen nach den nächstbesten Weiten aufgefüllt und es reichten schließlich 82,24 m zur Finalteilnahme.

### Gruppe A

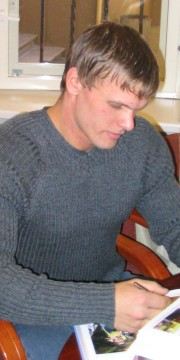
Andrus Värnik – ausgeschieden mit 81,34 m

22. September 2000, 11:30 Uhr
| Platz | Name                    | Nation         | 1. Versuch | 2. Versuch | 3. Versuch | Weite | Anmerkung |
| ----- | ----------------------- | -------------- | ---------- | ---------- | ---------- | ----- | --------- |
| 1     | Konstandinos Gatsioudis | Griechenland   | 88,41      | –          | –          | 88,41 |           |
| 2     | Pål Arne Fagernes       | Norwegen       | x          | 81,49      | 86,74 NR   | 86,74 | NR        |
| 3     | Sergei Makarow          | Russland       | 85,60      | –          | –          | 85,60 |           |
| 4     | Raymond Hecht           | Deutschland    | 81,12      | 81,93      | 84,00      | 84,00 |           |
| 5     | Dariusz Trafas          | Polen          | 76,58      | 83,98      | –          | 83,98 |           |
| 6     | Emeterio González       | Kuba           | 78,70      | 82,64      | 77,72      | 82,64 |           |
| 7     | Nick Nieland            | Großbritannien | 72,32      | 82,12      | x          | 82,12 |           |
| 8     | Andrus Värnik           | Estland        | 67,76      | 74,16      | 81,34      | 81,34 |           |
| 9     | Andrew Martin           | Australien     | 78,65      | x          | 81,31      | 81,31 |           |
| 10    | Gregor Högler           | Österreich     | 80,89      | 76,57      | 80,05      | 80,89 |           |
| 11    | Voldemārs Lūsis         | Litauen        | 80,08      | x          | x          | 80,08 |           |
| 12    | Harri Haatainen         | Finnland       | 79,93      | x          | 78,46      | 79,93 |           |
| 13    | Terry McHugh            | Irland         | 79,90      | 77,33      | 79,40      | 79,90 |           |
| 14    | Adrian Hatcher          | Australien     | 77,58      | 79,23      | x          | 79,23 |           |
| 15    | Jagdish Bishnoi         | Indien         | 70,86      | 69,77      | x          | 70,86 |           |
| 16    | Song Dong-hyun          | Südkorea       | 68,85      | 70,48      | 67,98      | 70,48 |           |
| 17    | Ali Al-Jadani           | Saudi-Arabien  | x          | x          | 68,70      | 68,70 |           |
| NM    | Harri Hakkarainen       | Finnland       | x          | x          | x          | ogV   |           |

### Gruppe B

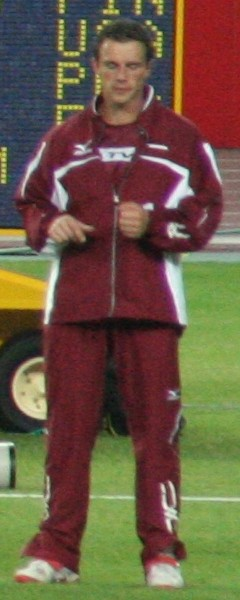
Ēriks Rags – ausgeschieden mit 75,75 m

22. September 2000, 13:25 Uhr
| Platz | Name                    | Nation         | 1. Versuch | 2. Versuch | 3. Versuch | Weite |
| ----- | ----------------------- | -------------- | ---------- | ---------- | ---------- | ----- |
| 1     | Jan Železný             | Tschechien     | 89,39      | –          | –          | 89,39 |
| 2     | Boris Henry             | Deutschland    | 84,58      | –          | –          | 84,58 |
| 3     | Steve Backley           | Großbritannien | 83,74      | –          | –          | 83,74 |
| 4     | Aki Parviainen          | Finnland       | 80,61      | 76,83      | 83,73      | 83,73 |
| 5     | Breaux Greer            | USA            | 82,63      | 80,32      | 77,61      | 82,63 |
| 6     | Mick Hill               | Großbritannien | 78,55      | 82,24      | x          | 82,24 |
| 7     | Wladimir Owtschinnikow  | Russland       | 77,82      | x          | 82,10      | 82,10 |
| 8     | Andrew Currey           | Australien     | 78,12      | 76,38      | 75,47      | 78,12 |
| 9     | Patrik Bodén            | Schweden       | 78,06      | 76,56      | 74,07      | 78,06 |
| 10    | Uladsimir Sassimowitsch | Belarus        | 74,64      | x          | 78,04      | 78,04 |
| 11    | Sergei Woinow           | Usbekistan     | x          | 75,89      | 74,98      | 75,89 |
| 12    | Ēriks Rags              | Lettland       | x          | 75,75      | x          | 75,75 |
| 13    | Marián Bokor            | Slowakei       | 71,03      | 75,49      | x          | 75,49 |
| 14    | Isbel Luaces            | Kuba           | 75,17      | x          | 74,25      | 75,17 |
| 15    | Arūnas Jurkšas          | Litauen        | 71,36      | 73,05      | x          | 73,05 |
| 16    | Maher Ridane            | Tunesien       | x          | 66,97      | 70,35      | 70,35 |
| 17    | Nery Kennedy            | Paraguay       | 66,05      | 69,17      | 70,26      | 70,26 |
| 18    | Dmitrij Schnajder       | Kirgisistan    | x          | 65,00      | 66,40      | 66,40 |

## Finale

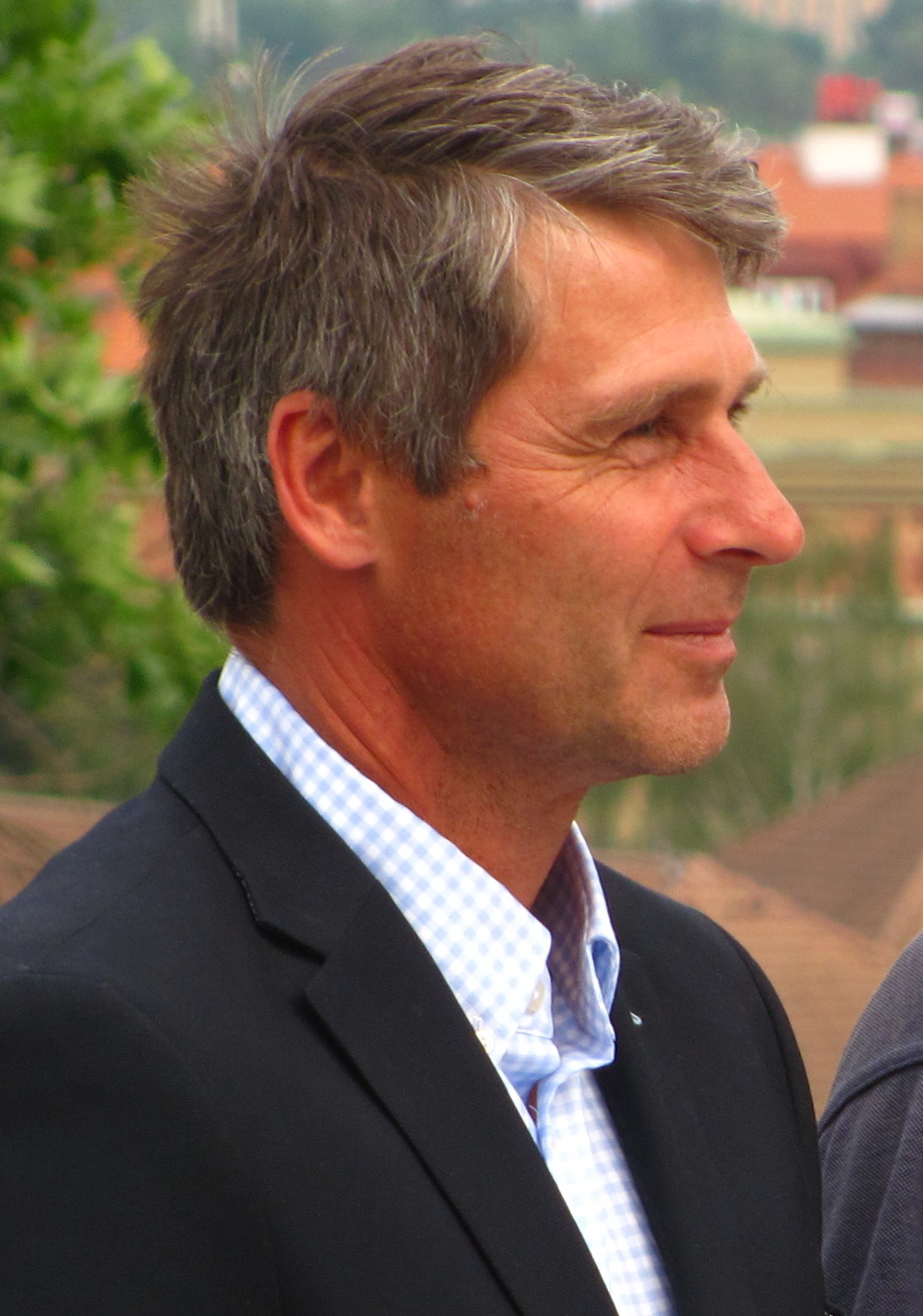
Gold gab es für den Topfavoriten Jan Železný

23. September 2000, 20:30 Uhr
| Platz | Name                    | Nation         | 1. Versuch | 2. Versuch | 3. Versuch | 4. Versuch                                  | 5. Versuch                                  | 6. Versuch                                  | Endresultat | Anmerkung |
| ----- | ----------------------- | -------------- | ---------- | ---------- | ---------- | ------------------------------------------- | ------------------------------------------- | ------------------------------------------- | ----------- | --------- |
| 1     | Jan Železný             | Tschechien     | 89,41      | x          | 90,17 OR   | x                                           | x                                           | 88,97                                       | 90,17       | OR        |
| 2     | Steve Backley           | Großbritannien | 86,25      | 89,85 OR   | x          | 80,99                                       | x                                           | x                                           | 89,85       |           |
| 3     | Sergei Makarow          | Russland       | 88,67      | 85,90      | x          | x                                           | 86,67                                       | 85,30                                       | 88,67       |           |
| 4     | Raymond Hecht           | Deutschland    | 87,76      | x          | x          | x                                           | 76,11                                       | –                                           | 87,76       |           |
| 5     | Aki Parviainen          | Finnland       | 86,62      | 82,49      | 84,01      | x                                           | x                                           | 78,42                                       | 86,62       |           |
| 6     | Konstandinos Gatsioudis | Griechenland   | 85,06      | x          | 83,73      | 83,53                                       | 86,53                                       | 83,32                                       | 86,53       |           |
| 7     | Boris Henry             | Deutschland    | 82,94      | 80,78      | 83,45      | x                                           | 85,78                                       | 83,31                                       | 85,78       |           |
| 8     | Emeterio González       | Kuba           | 76,13      | 78,55      | 83,33      | x                                           | x                                           | 77,19                                       | 83,33       |           |
|       |                         |                |            |            |            |                                             |                                             |                                             |             |           |
| 9     | Pål Arne Fagernes       | Norwegen       | 80,06      | 83,04      | 72,01      | nicht im Finale der besten acht Werferinnen | nicht im Finale der besten acht Werferinnen | nicht im Finale der besten acht Werferinnen | 83,04       |           |
| 10    | Dariusz Trafas          | Polen          | 75,11      | 82,30      | 82,01      | nicht im Finale der besten acht Werferinnen | nicht im Finale der besten acht Werferinnen | nicht im Finale der besten acht Werferinnen | 82,30       |           |
| 11    | Mick Hill               | Großbritannien | 81,00      | 80,92      | x          | nicht im Finale der besten acht Werferinnen | nicht im Finale der besten acht Werferinnen | nicht im Finale der besten acht Werferinnen | 81,00       |           |
| 12    | Breaux Greer            | USA            | 74,16      | x          | 79,91      | nicht im Finale der besten acht Werferinnen | nicht im Finale der besten acht Werferinnen | nicht im Finale der besten acht Werferinnen | 79,91       |           |

Für das Finale hatten sich zwölf Athleten qualifiziert, neun von ihnen über die Qualifikationsweite, drei weitere über ihre Platzierungen. Zwei Deutsche, zwei Briten und jeweils ein Teilnehmer aus Finnland, Griechenland, Kuba, Norwegen, Polen, Russland, Tschechien und den USA traten an.
Als Favoriten galten die Gold- und Silbermedaillengewinner von 1996 in Atlanta, der Tscheche Jan Železný und der Brite Steve Backley. Zum weiteren Favoritenkreis zählten Weltmeister Aki Parviainen aus Finnland, der griechische Vizeweltmeister Konstandinos Gatsioudis sowie die beiden Deutschen Raymond Hecht, WM-Fünfter und EM-Dritter, sowie der WM-Sechste Boris Henry.
Železný übernahm mit 89,41 m gleich in der ersten Runde die Führung, wurde jedoch im nächsten Durchgang von Backley auf Platz zwei verwiesen, der mit 89,95 m einen neuen Olympiarekord aufstellte. Auf Platz drei lag der Russe Sergei Makarow, der im ersten Versuch 88,67 m erzielt hatte. Železný gelangen in der dritten Runde 90,17 m. Damit hatte er seinen olympischen Rekord von 1996 zurückgewonnen und gleichzeitig als erster Speerwerfer seit Einführung des neuen Wurfgeräts im Jahre 1986 die 90-Meter-Marke bei Olympischen Spielen übertroffen. Am Endresultat in den Spitzenpositionen änderte sich in den folgenden drei Versuchsreihen nichts mehr. Raymond Hecht belegte Rang vier, Aki Parviainen wurde Fünfter, Konstandinos Gatsioudis Sechster. Boris Henry kam auf den siebten, der Kubaner Emeterio González auf den achten Platz.
Jan Železný gewann die dritte Goldmedaille in Folge. Er ist damit nach Al Oerter, USA – Diskuswurf (viermal Gold), Carl Lewis, USA – Weitsprung (viermal Gold) und Wiktor Sanejew, Sowjetunion – Dreisprung erst der vierte Athlet, dem dies gelang. Insgesamt war es seine vierte Medaille. Zu den drei Siegen 1992, 1996 und 2000 kam noch eine Silbermedaille 1988 hinzu, womit er zum bislang erfolgreichsten Speerwerfer bei Olympischen Spielen wurde.

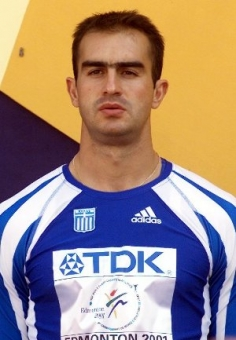
Konstandinos Gatsioudis belegte im Finale Rang sechs
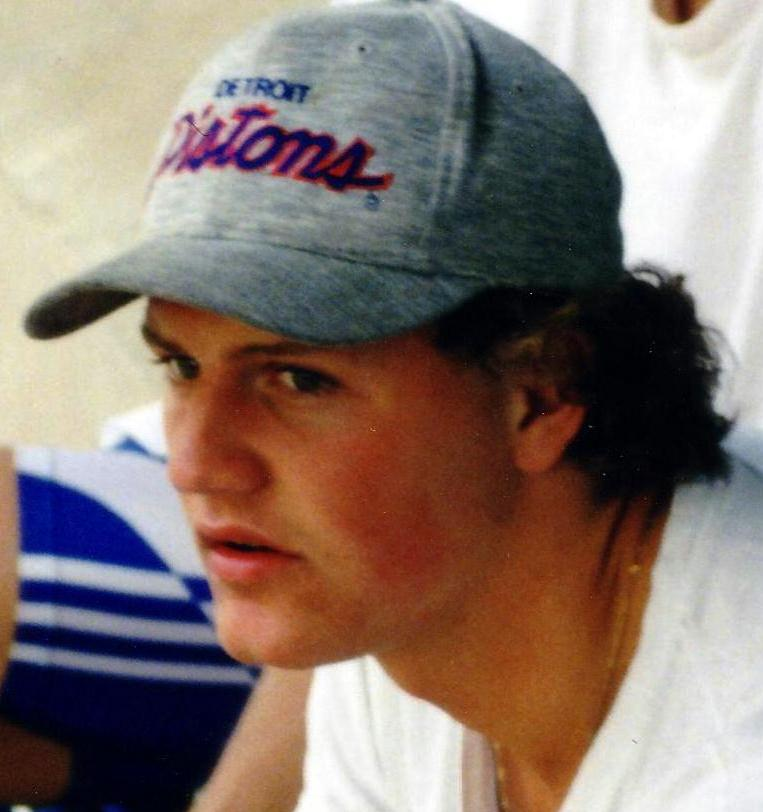
Pål Arne Fagernes erreichte Platz neun
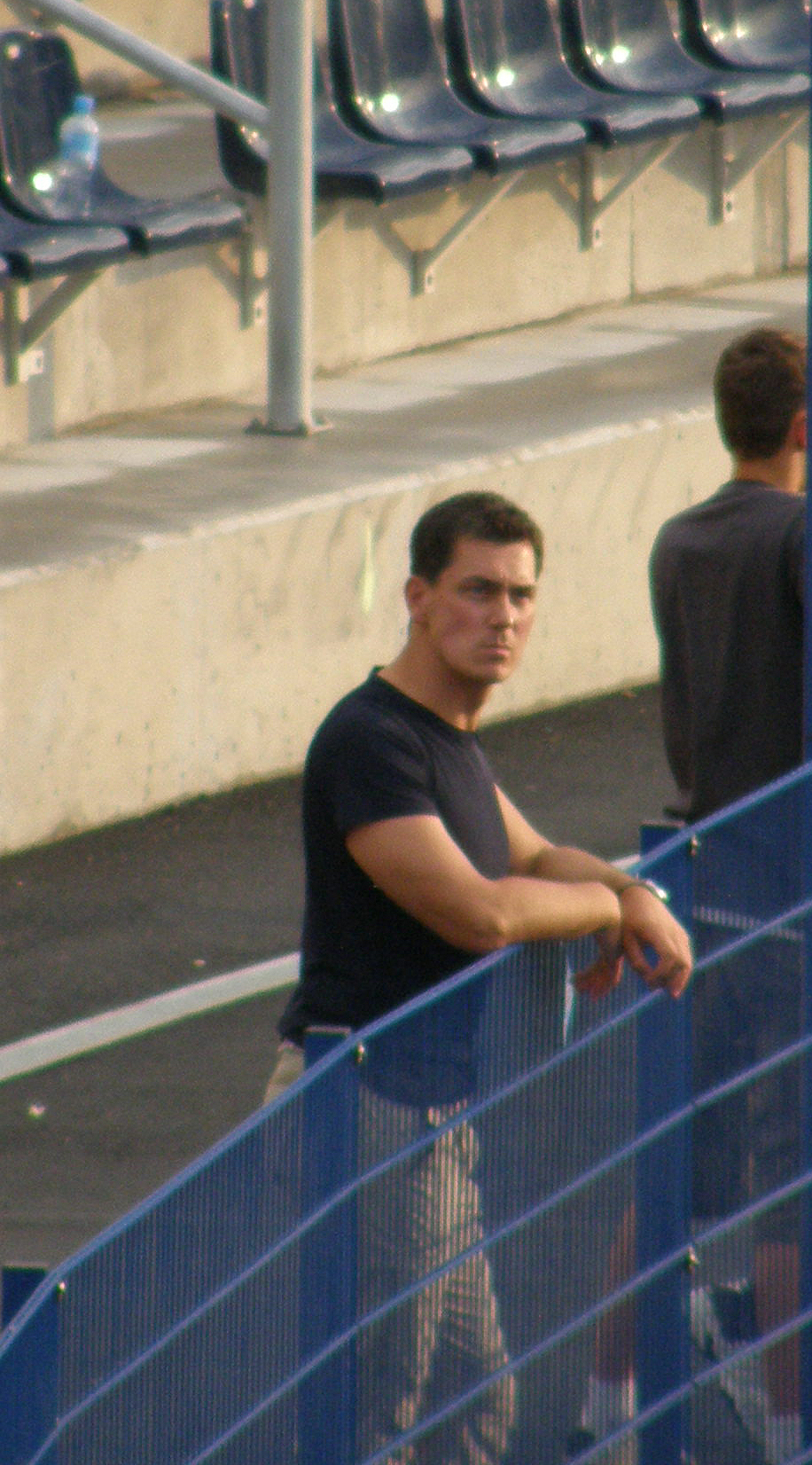
Dariusz Trafas wurde Olympiazehnter
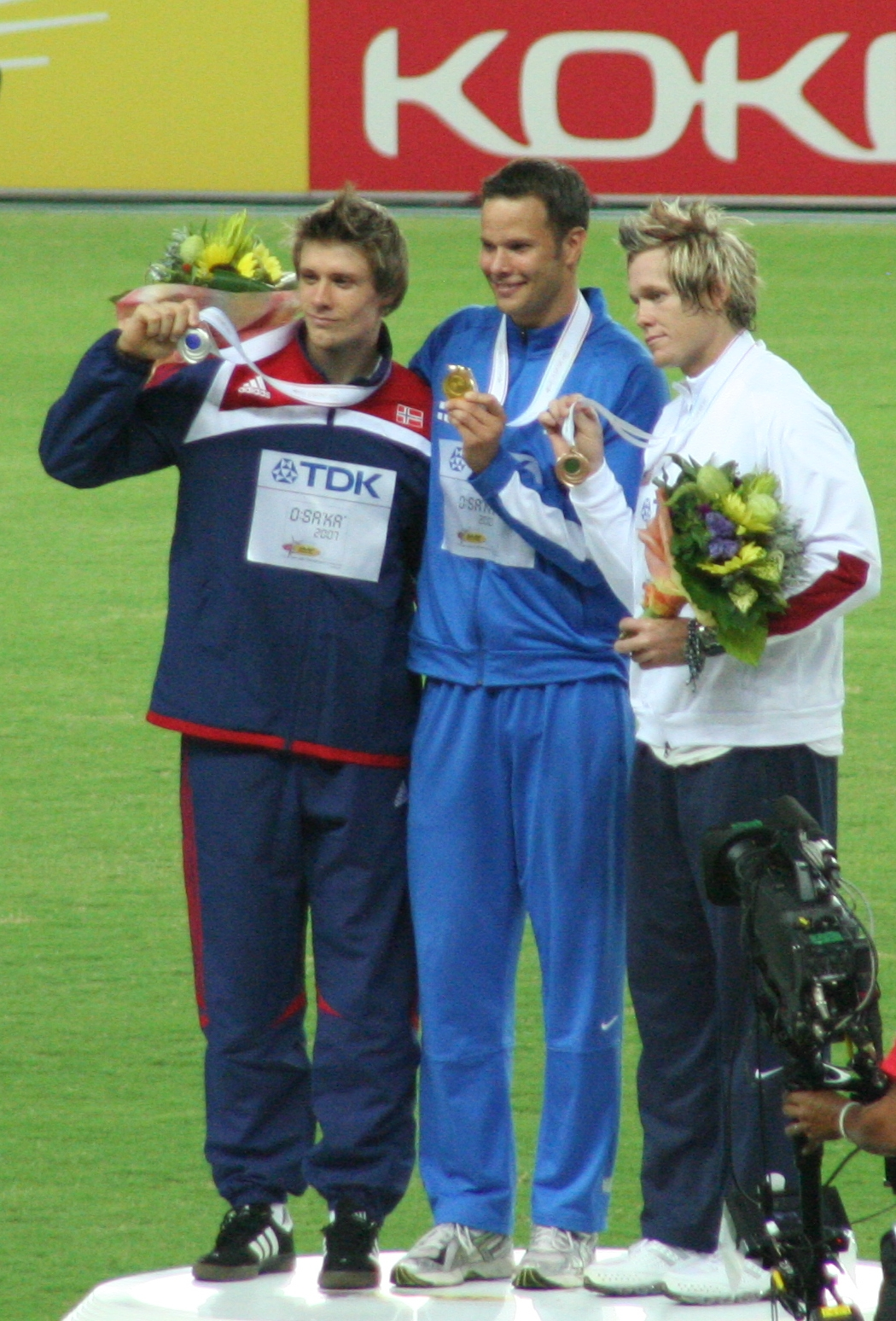
Der zwölftplatzierte Breaux Greer (rechts)

## Videolinks
- Mens Javelin Throw, Sydney Summer Olympics 2000 (Full HD), youtube.com, abgerufen am 2. Februar 2022
- Sydney 2000, Jan Železný, youtube.com, abgerufen am 2. April 2018
- Sydney Olympics 2000 final Jan Zelezny's third throw, youtube.com, abgerufen am 2. April 2018